# 내가 넘은 38선
"내가 넘은 38선"은 한국에서 제작된 손전 감독의 1951년 영화이다. 손전 등이 주연으로 출연하였고 김용수가 제작하였다. 한국전쟁 당시 부산에서 처음으로 개봉했으며 시대적 상황에 힘입어 흥행에 크게 성공한 작품이다.

## 출연

### 주연
- 손전
- 송태호
- 노경희
- 송미남

## 기타
- 녹음: 이경순